# Bautasten Strøby B
Bautasten Strøby B est le nom d'un petit menhir situé près de Aakirkeby, commune de l'île de Bornholm, au Danemark.

## Situation
Il se dresse au sud-ouest de la commune, entre les rues Limensgaden et Klintebovej, à proximité d'un autre menhir.

## Description
Le monolithe mesure 1 m de haut pour 0,80 m de large (côté ouest), et 0,55 m d'épaisseur ; la surface supérieure est légèrement arrondie (le côté plat est orienté vers l'ouest).